# Torneo WTA de Lyon 2023
El Open 6ème Sens - Métropole de Lyon 2023 fue un torneo de tenis femenino jugado en cancha dura bajo techo. Fue la 4.ª edición del WTA Lyon Open, un torneo WTA 250. Se llevó a cabo en el Palais des Sports de Gerland en Lyon, Francia, del 30 de enero al 5 de febrero.

## Distribución de puntos
| Modalidad           | Campeona | Finalista | Semifinales | Cuartos de final | 2ª ronda | 1ª ronda | Clasificadas | 2ª ronda de clasificación | 1ª ronda de clasificación |
| Individual femenino | 280      | 180       | 110         | 60               | 30       | 1        | 18           | 12                        | 1                         |
| Dobles femenino     | 280      | 180       | 110         | 60               | 1        | -        | -            | -                         | -                         |

## Cabezas de serie

### Individuales femenino
| Tenista            | Ranking | Preclasificada |
| Caroline Garcia    | 4       | 1              |
| Shuai Zhang        | 22      | 2              |
| Alizé Cornet       | 34      | 3              |
| Anhelina Kalinina  | 39      | 4              |
| Anastasia Potapova | 44      | 5              |
| Mayar Sherif       | 54      | 6              |
| Danka Kovinić      | 55      | 7              |
| Anna Blinkova      | 60      | 8              |

- Ranking del 16 de enero de 2023.[2]

### Dobles femenino
| Tenista                              | Ranking | Preclasificada |
| Alycia Parks Shuai Zhang             | 93      | 1              |
| Nadiia Kichenok Makoto Ninomiya      | 123     | 2              |
| Viktorija Golubic Monica Niculescu   | 141     | 3              |
| Kaitlyn Christian Sabrina Santamaria | 147     | 4              |

## Campeones

### Individual femenino
Alycia Parks venció a  Caroline Garcia por 7-6(9-7), 7-5

### Dobles femenino
Cristina Bucșa  /  Bibiane Schoofs vencieron a  Olga Danilović / Alexandra Panova por 7-6(7-5), 6-3